# Georg Dascher
Georg Dascher (Hessen, 27 de junho de 1911 - 27 de junho de 1944) foi um handebolista de campo e oficial alemão, campeão olímpico.
Fez parte do elenco campeão olímpico de handebol de campo nas Olimpíadas de Berlim de 1936. Foi oficial na Segunda Guerra Mundial, falecendo na Frente Ocidental.